# Bebe (énekesnő)
María Nieves Rebolledo Vila vagyis Bebe (Valencia, 1978. május 9. –) Latin Grammy-díjas spanyol énekes és színésznő.

## Élete
1978. május 9-én született mint Nieves Rebolledo Vila Valenciában. A szülei is zenészek voltak: az extremadurai Surberina nevű folkzenekar tagjai. Első gitárját 11 évesen kapta. 1995-től játszott különféle együttesekben, bárokban lépett fel, közben Madridban színművészetet tanult. 2001-ben megnyerte az extremadurai dalszövegíró versenyt. Az áttörést számára albuma, a Pafuera Telarañas jelentette Spanyolországban. A nemzetközi elismerés sem váratott magára sokáig: 2005-ben elnyerte a Best New Artist-díjat Latin Grammy-díjon. Ő kapta az ötödik ilyen díjat. Az első albumáról ismert szám, a Malo Magyarországon is ismert és rádiókban sugárzott szám. 2006 júniusában bejelentette, hogy visszavonul a zenéléstől. Hogy mennyire komoly az elhatározás, még elválik, az biztos, hogy Bebe az elmúlt két évben filmszínésznőként aktivizálta magát hazájában.

## Zenéje
Bebe megjegyezhető temperamentumos természetéről, feminista szövegeiről és fiús külsejéről. Ő nyerte el 2005-ben a Latin Grammy-díjat 'Legjobb új előadó' kategóriában.

## Diszkográfia
- 2004: Pafuera Telarañas

1. Men señará - 3:38
2. Ella - 3:36
3. Con mis manos - 2:57
4. Siempre me quedará - 3:27
5. Malo - 3:37
6. Ska de la Tierra 3:42
7. El Golpe - 3:57
8. Revolvió - 3:46
9. Como los olivos - 3:56
10. Cuidándote - 3:51
11. Siete horas - 3:25
12. Tu silencio - 3:50
13. Razones - 2:51

- 2009: Y punto

## Színészi karrierje
- Caótica Ana - 2006
- La educación de las hadas - 2006
- Busco - 2006
- El oro de Moscú - 2003
- Al sur de Granada - 2003
- Entre cien fuegos (TV) - 2002